# Isidro de Alaix Fábregas
Isidro Alaix (Ceuta, Àfrica, 1790 - Madrid, Espanya, 15 d'octubre de 1853), fou un militar espanyol.
Començà la seva carrera com a soldat el 1806, havent assolit tan sols el grau de sergent primer a acabar-se la guerra del francès. Poc temps després passà a Amèrica, on es distingí notablement i aconseguí diversos graus lluitant contra els independentistes, i de retorna la Península va combatre fortament als carlins de la primera guerra civil, guanyant en aquest els seus últims ascensos.
Fou virrei de Navarra i després ministre de Guerra durant el govern d'Evaristo Pérez de Castro, i sota la seva administració se subscrigué el conveni de Bergara, pel que fou agraciat amb el títol de comte de Bergara.